# Список губернаторов Французской Гвианы
Правительство французской колонии Французская Гвиана возглавлялось губернатором до 1946 года, когда территория стала заморским департаментом Франции.

## Губернаторы Гвианы во время португальской оккупации (1809—1817)
- Январь — октябрь 1809. Пполковник артиллерии Мануэл Маркес
- Октябрь 1809 — февраль 1812. Педро Александрино Пинто де Соуза
- Февраль 1812 — ноябрь 1817. Жуан Севериано Масиэл да Коста[фр.]

## Губернаторы Французской Гвианы (1817—1946)
- 1817—1819. Клод Карра де Сен-Сир
- 1819—1823. Пьер-Клеман де Лосса
- 1823—1825. Пьер Бернар Милиус[фр.]
- 1825—1826. Шарль де Мюссар[фр.]
- 1826—1827. Жозеф де Бург де Миссисси[фр.]
- 1827—1829. Луи Анри де Солсес де Фрейсине[фр.]
- 1829—1836. Жан Жюбелен[фр.]
- 1836—1837. Франсуа-Доминик Лоран де Шуази[фр.]
- 1837—1839. Поль де Нуркер дю Кампер[фр.]
- 1839—1841. Жан-Батист-Мари-Огюстен Гурбер[фр.]
- 1841—1843. Понс-Гийом-Базиль Шармассон де Пюйлаваль[фр.]
- 1843—1845. Мари Жан-Франсуа Лейрле[фр.]
- 1845—1846. Жан-Батист Бертран Арман Кадео[фр.]
- 1846—1850. Андре-Эме Паризе[фр.]
- 1850—1851. Эжен Мессен[фр.]
- 1851. Жан-Франсуа Видаль де Линжандес[фр.]
- 1851—1852. Октав Пьер Антуан Анри де Шабанн-Кертон[фр.]
- 1852—1853. Жозеф Наполеон Себастьен Сарда Гаррига[фр.]
- 1853—1854. Мартен Фуришон
- 1854—1855. Луи Адольф Бонар
- 1855—1856. Антуан Альфонс Массе
- 1856—1859. Огюст Боден[фр.]
- 1859—1864. Луи-Мари-Франсуа Тарди де Монтравель[фр.]
- 1864—1865. Антуан Фавр
- 1865—1870. Агатон Энник[фр.]
- 1870. Жан Антуан Александр Нойер (1809—1892)
- 1870—1877. Жан-Луи Лубер[фр.]
- 1877. Александр-Эжен Буэ[фр.]
- 1877—1880. Мари Альфред Арманд Юар (1826—1884)
- 1880. Поль-Адольф Трев (1827—1885)
- 1880—1883. Шарль Александр Лакутюр (1829—1917)
- 1883—1884. Анри Исидор Шессе (1839—1912)
- 1884—1885. Жан Батист Антуан Луньон (1843—1893)
- 1885—1887. Леонс Пьер Анри Ле Кардиналь (1830—1891)[2]
- 1888—1891. Анн Леодор Филоте Метелл Жервиль-Реаш (1849—1911)[3]
- 1891—1893. Луи Альбер Гроде[фр.]
- 1893. Поль Эмиль Жозеф Казимир Фотье (1837—1903)
- 1893—1895. Камиль Шарвен (1834—1904)
- 1895—1896. Анри Феликс де Ламот[фр.]
- 1896—1898. Анри Элуа Данель[фр.]
- 1898. Анри Робердо[фр.]
- 1899—1901. Луи Мутте
- 1901—1903. Эмиль Мервар[фр.]
- 1904—1905. Луи Альбер Гроде[фр.]
- 1905. Шарль Эммануэль Жозеф Маршаль
- 1905—1906. Виктор Франсуа Фердинанд Рей
- 1906. Луи Альфонс Бонур (1864—1909)
- 1906—1907. Эдуар Пиканон (1854—1939)
- 1907—1909. Франсуа Пьер Родье (1854—1913)
- 1909—1910. Гийом Морис Фотье (1867-?)
- 1910. Фернан Эрнест Терон
- 1910—1911. Поль Самари[фр.]
- 1911. Дени Жозеф Гужон (1863 — ?)
- 1911—1913. Фернан Левек[фр.]
- 1913—1914. Пьер Дидло[фр.]
- 1914—1916. Фернан Левек[фр.]
- 1916. Пьер Дидло[фр.]
- 1916—1917. Жорж Леви (1867-?)
- 1917. Жюль Жерар Огюст Лоре[фр.]
- 1917—1918. Антуан Жозеф Ксавье Барре (1864—1924)[4]
- 1918—1923. Анри Альфонс Жозеф Лежен
- 1923. Жюльен Эдгар Канто
- 1923—1926. Марк Эмиль Шарль Жан Шанель (1882—1943)
- 1926—1927. Габриэль Анри Жозеф Тали
- 1927. Франсуа Адриен Жюванон (1875 — ?)
- 1927—1928. Эмиль Бюо-Лонэ[фр.]
- 1928—1929. Камиль Теодор Рауль Майе
- 1929—1931. Бернар Сиаду[фр.]
- 1931—1933. Луи Жозеф Буж[фр.]
- 1933—1935. Жюльен Жорж Лами
- 1935—1936. Шарль Макс де Массон де Сен-Феликс
- 1936. Пьер Тап
- 1936—1938. Рене Вебер
- 1938—1942. Робер Поль Шо-Плассо
- 1942—1943. Рене Вебер
- 1943—1944. Жан Рапенн
- 1944—1946. Жюль Юше Сюрлемон (1897—1983)